# Двуликая женщина
«Двуликая женщина» (англ. Two-Faced Woman) — американский комедийный фильм Джорджа Кьюкора, снятый и вышедший на экраны в 1941 году. Является последней картиной в фильмографии актрисы Греты Гарбо, сыгравшей в ней две роли. В этой романтической комедии была предпринята не совсем удачная попытка сделать её экранный образ более приближённым и современным для американского зрителя. Первоначально фильм должен был выйти в прокат в ноябре 1941 года, но после того как его содержание подверглось порицанию со стороны американских религиозных кругов, в оригинальную версию были внесены изменения. Критика встретила и переработанную версию отрицательно, но, несмотря на распространённое мнение, «Двуликая женщина» не стала коммерческим провалом. Вскоре после выхода комедии по обоюдному согласию многолетний контракт Гарбо с Metro-Goldwyn-Mayer был расторгнут. Актриса намеревалась вернуться в кино с другими проектами, однако они так и не осуществились.

## Сюжет
Ларри Блейк, совладелец крупного модного нью-йоркского журнала «Приливы и течения», на зимнем курорте влюбляется в горнолыжного инструктора Карин — независимую, любящую романтику женщину, которой чужды шумные сборища и городские удовольствия. После короткого знакомства он делает ей предложение и они женятся в тот же день. Под влиянием жены Блейк на некоторое время забывает о делах и собирается остаться в горах, чтобы заняться литературным творчеством, а Карин его в этом полностью поддерживает.
Однако молодожёны не находят общий язык, так как Ларри под влиянием новостей о работе своего журнала настаивает на том, чтобы они жили в Нью-Йорке. Жена отказывается, заявляя что она тоже имеет своё мнение и не хочет подчиняться приказам. Несмотря на взаимную любовь Ларри отправляется к себе, но обещает вернуться, как только разберётся с неотложными делами. Однако жизнь в большом городе и издательские дела его захватили, и он не сдерживает своего обещания. Кроме того, он снова начинает встречаться с драматургом Гризельдой Вон, с которой был связан до своей женитьбы.
Карин решает вернуть себе мужа, едет в Нью-Йорк, где приобретает дорогие наряды и украшения. Она идёт в театр, где репетируется пьеса Вон, которой покровительствует Ларри. Там она видит, что муж о ней не вспоминает и весело общается с Гризельдой. Карин решает уехать к себе обратно, но её замечает Миллер, партнёр мужа по изданию, который знает её в лицо. Она вынуждена выдать себя за несуществующую сестру-близнеца Катрин — свою полную противоположность по характеру и поведению, что ей успешно удаётся. Катрин ведёт себя весьма фривольно, щеголяет в откровенных нарядах, флиртует с мужчинами, танцует, курит и много пьёт шампанского. В ресторане она привлекает внимание Блейка, который заинтересовывается женщиной, так похожей на его жену. Он начинает догадываться, что Катрин — это его преобразившаяся жена, решает подыграть игре, начинает за ней ухаживать и в конце концов даже делает предложение. Для того чтобы развестись с Карин, он настаивает, чтобы они отправились обратно на горнолыжный курорт, где происходит примирение молодожёнов, а вымышленная сестра уходит из их жизни.

## Над фильмом работали

### Актёрский состав
| Актёр            | Роль                       |
| ---------------- | -------------------------- |
| Грета Гарбо      | Карин Борг / Катрин Борг   |
| Мелвин Дуглас    | Ларри Блейк                |
| Рут Гордон       | мисс Рут Эллис             |
| Констанс Беннетт | Гризельда Вон              |
| Роланд Янг       | О. О. Миллер               |
| Роберт Стерлинг  | Дик «Дикки» Уильямс        |
| Олин Хоуленд     | Фрэнк (в титрах не указан) |

### Съёмочная группа
- режиссёр: Джордж Кьюкор
- сценарий: С. Н. Берман, Залька Фиртель, Джордж Оппенхеймер
- продюсер: Готфрид Рейнхард
- композитор: Бронислав Капер
- оператор: — Джозеф Руттенберг
- монтаж: — Джордж Бомлер

## Создание

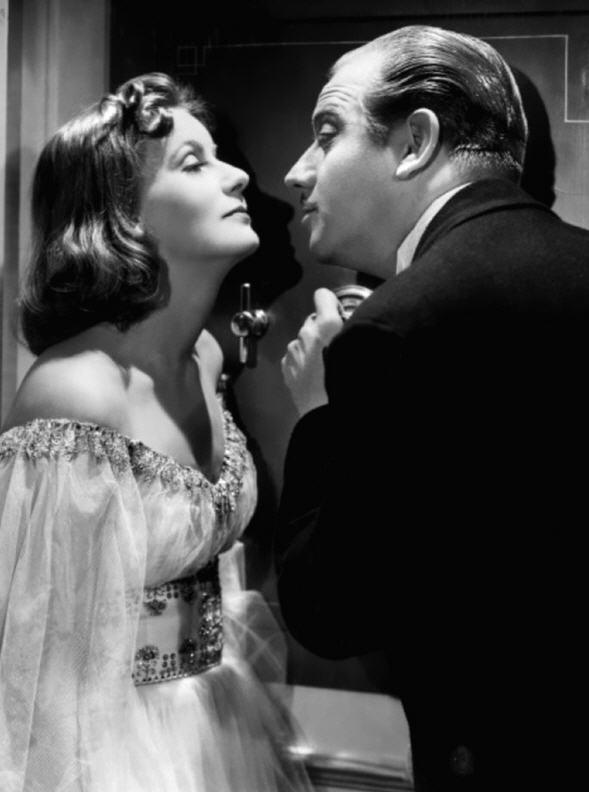
Кадр из фильма «Ниночка»: Грета Гарбо и Мелвинн Дуглас

После успеха романтической комедии «Ниночка» (1939) режиссёра Эрнста Любича с Гретой Гарбо и Мелвином Дугласом в главных ролях, руководство Metro-Goldwyn-Mayer решило развить успех и объединить этих исполнителей ещё в одном подобном фильме. Режиссёром был назначен Джордж Кьюкор, который ранее снял Гарбо в фильме «Дама с камелиями» (1936), актёрская работа в котором многими признаётся одной из лучших в её карьере. Констанс Беннетт, одна из ведущих актрис в начале 1930-х годов, получила роль второго плана благодаря стараниям своего друга Кьюкора. Сценарий С. Н. Бермана, Зальки Фиртель и Джорджа Оппенгеймера был основан на американском комедийном фильме «Её сестра из Парижа» (англ. Her Sister from Paris, 1925) режиссёра Сидни Франклина, который, в свою очередь, восходит к пьесе немецкого драматурга Людвига Фульды «Сестра-близнец» (нем. Die Zwillingsschwester, 1901).
Руководство MGM намеревалось использовать фильм для создания нового образа Гарбо, согласно которому она должна была предстать более современной и гламурной исполнительницей, надеясь повысить её привлекательность для аудитории США. Это было связано с тем, что большая часть доходов от более ранних фильмов Гарбо была связана с её популярностью у европейского зрителя, доступ которого к американским картинам стал ограничен в связи с началом Второй мировой войны. Связанная контрактом Гарбо согласилась на участие в комедии, но была крайне недовольна своим «реформированным» образом. Так, она возражала против сцены, где появляется в купальном костюме и плавающей в бассейне. Актриса просила вырезать эту сцену, но Кьюкор, который разделял некоторые замечания Гарбо по поводу фильма, сказал ей, что этот эпизод всё-таки должен остаться. По сценарию актрисе необходимо было участвовать в сложном танцевальном номере с участием многочисленной массовки, к чему она не была расположена, так как не любила танцы и появления на публике. Позже она сказала, что её смутил фильм и она признала его неудачным. 

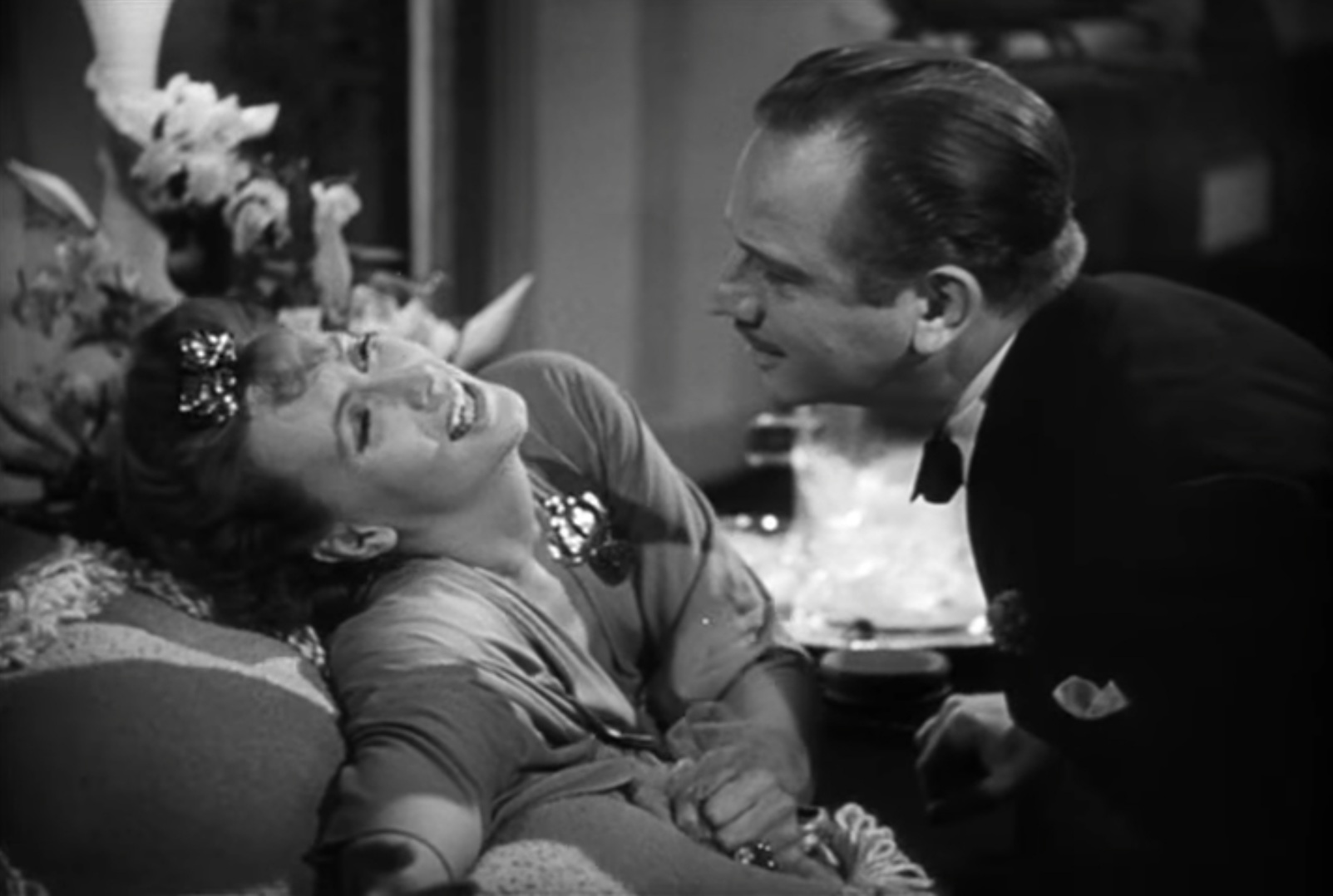
Грета Гарбо и Мелвин Дуглас. Кадр из фильма

Изначально MGM планировала выпустить «Двуликую женщину» в ноябре 1941 года. На предмет соблюдения нравственности он был одобрен Ассоциацией производителей и прокатчиков фильмов (ныне Американская ассоциация кинокомпаний), как соответствующий кодексу Хейса, но осуждён Национальным легионом приличия (англ. National Legion of Decency). Основной деятельностью этой организации было обнаружение и борьба с нежелательным (с точки зрения Римско-католической церкви) содержимым в кинематографе. Присваивая рейтинги, эта организация нередко выступала с более консервативных позиций чем Ассоциация производителей и прокатчиков фильмов. Однако присвоение фильму Кьюкора рейтинга «C» — самого низкого в её системе оценки, в то время было необычно для крупной голливудской постановки. В обосновании этого решения отмечалось аморальное и нехристианское отношение к браку, супружеским обязанностям, вызывающие сцены, диалоги, ситуации и откровенные наряды. Фильм также был осужден архиепископом Нью-Йорка, запрещён в некоторых городах и подвергался купюрам.
В ответ руководство MGM отозвала оригинальную версию фильма, пересняла и отредактировала некоторые сцены. Однако Кьюкор не одобрил такие изменения и отказался от участия в этом. В новую версию была добавлена сцена, в которой Ларри Блейк понимает, что его жена Карин выдаёт себя за её близняшку, решает подыгрывать её притворству, а не на самом деле намеревается завести любовные отношения с Катрин. В связи с произведёнными изменениями Легион приличия изменил свой рейтинг с «С» на «В» — morally objectionable in part for all («части [фильма] аморальны для всех»). В дополнение к изменениям, связанным с цензурой, студия изменила финал, а также вырезала несколько сцен, где участвовала Констанс Беннетт, потому что некоторые посчитали, что она сумела отодвинуть Гарбо на второй план в тех сценах, где обе актрисы были задействованы. Американский критик и историк кино Леонард Малтин писал в 2014 году, что даже с такими сокращениями, Беннетт своей весёлой игрой «украла» фильм у Гарбо.

## Приём и критика
Премьера фильма состоялась 30 ноября 1941 года, а с 31 декабря 1941 года он демонстрировался в кинотеатрах США по всей стране. Бюджет фильма составил 1 247 000 долларов, что относило по тем временам к категории дорогостоящего производства. Вопреки многочисленным слухам о кассовом провале, во многом вызванных негативными отзывами критики, картина была довольно успешной в прокате и собрала 875 000 долларов в США и ещё 925 000 долларов за рубежом, что в сумме составило 1 800 000 долларов. Считается, что несмотря на успех предыдущей картины Гарбо «Ниночка», публике было трудно её принять в комедийном амплуа. На посещаемость также повлияло японское нападение на Перл-Харбор, которое произошло за три недели до выхода фильма. Режиссёрская версия фильма сохранилась и была показана в 2004 году на ретроспективе Джорджа Кьюкора в лондонском Национальном кинотеатре (ныне BFI Southbank).
После выхода фильма на экраны Гарбо получила худшие отзывы в своей карьере. Критик Джон Мошер из еженедельника The New Yorker иронично заметил, что архиепископ, который ранее выступил против показа фильма, в действительности оказался её «единственным настоящим другом». Даже те рецензенты, которые писали про обаяние Гарбо и её актёрскую игру, отмечали слабость сценария и диалогов, а также режиссёрские недоработки. Российский киновед Михаил Трофименков охарактеризовал ленту как неудачную, пустяковую комедию, которая испортила и закончила карьеру Гарбо:
Впрочем, сама Гарбо благополучно погубила фильм. Хотя, конечно, виноват прежде всего тот голливудский умник, которому пришла в голову гениальная мысль снимать её в комедиях: сначала в «Ниночке» (1939), самом неудачном фильме великого комедиографа Эрнста Любича, потом — в «Двуликой женщине». Гарбо органически не умела ни смеяться, ни быть смешной, она умела только страдать, так, как никто до неё не страдал на экране.
Несмотря на неуспех фильма, Гарбо планировала вернуться в кино после окончания Второй мировой войны. Хотя в течение следующего десятилетия она упоминалась как возможная звезда нескольких проектов, ни один из них так и ни был осуществлён. Залька Фиртель, близкая подруга Гарбо и один из сценаристов фильма «Двуликая женщина», прокомментировала это следующим образом: «…выставляемые напоказ дилетантизм, чванство, некомпетентность и лицемерное, нечистоплотное пренебрежение к чувствам великой актрисы не имели аналогов на протяжении всей истории кино. Всё это вынудило Гарбо раз и навсегда отречься от экрана». Несмотря на то, что она больше не снималась, Гарбо оставалась всемирно известной знаменитостью, которую преследовали папарацци. Начиная с 1953 года и до своей смерти в 1990 году она практически всё время жила в своих апартаментах в Нью-Йорке, где вела замкнутый образ жизни.

## Награды
Третье место в номинации «Лучшая актриса» по версии New York Film Critics Circle (Грета Гарбо).

## В культуре
- В дебютный альбом Cendres de lune французской певицы Милен Фармер вошла песня под названием «Greta», посвящённая Грете Гарбо, которой исполнительница восхищалась. В музыкальных проигрышах песни звучат реплики на английском языке обеих героинь шведской актрисы из фильма «Двуликая женщина».

## Примечание
1. ↑  Цыркун, Нина. «К чему лукавить? Это прекрасно!»: 80 лет легендарной комедии «Ниночка» Эрнста Любича. Искусство кино. Дата обращения: 23 октября 2020. Архивировано 21 сентября 2020 года.
2. ↑  Jacobs, 2008, p. 121.
3. ↑  Mosher, 1942, p. 50.
4. ↑  «Two-Faced Woman» (англ.) // Variety. New York: Variety. — 1941. — 22 October. — P. 8.
5. ↑  «„Two Faced Woman“ with Greta Garbo and Melvyn Douglas» (англ.) // Harrison's Reports. — 1941. — 25 October (no. 171).
6. ↑  «Reviews of the New Films» (англ.) // Film Daily. — 1941. — 23 October. — P. 6.
7. ↑  Трофименков, 2005, с. 2.
8. ↑  Виккерс, 1997, с. 125—126.
9. ↑  AFI|Catalog (англ.). catalog.afi.com. Дата обращения: 21 октября 2020. Архивировано 23 октября 2020 года.
10. ↑  Die Frau mit den zwei Gesichtern (1941) - Awards. Дата обращения: 26 марта 2013. Архивировано 8 апреля 2013 года.